# Copaiba bijuga
Copaiba bijuga là một loài thực vật có hoa trong họ Đậu. Loài này được (Hayne) Kuntze mô tả khoa học đầu tiên năm 1891.